# Juluka

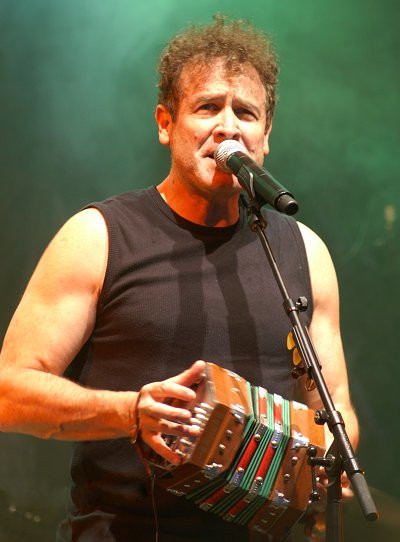
Johnny Clegg (2009)

Juluka war eine südafrikanische Band, die 1969 von Johnny Clegg und Sipho Mchunu gegründet wurde. Das isiZulu-Wort Juluka bedeutet „Schweiß“ und war der Name eines Stiers, den Mchunu besaß. 

## Geschichte
Mit 14 Jahren lernte Clegg den Zulu-Straßenmusiker Charlie Mzila kennen, der ihn in Zulu-Musik und Tanz für zwei Jahre unterrichtet. 1969 lernten sich Clegg und Mchunu in Johannesburg kennen, wo der 18-jährige Mchunu den 16-jährigen Clegg zu einem Gitarrenwettbewerb herausgefordert hatte. 
Die beiden spielten zunächst auf der Straße und zu anderen inoffiziellen Gelegenheiten, soweit dies während der Apartheid möglich war. Clegg wurde einige Male für diese Aktivitäten und die Texte der Lieder verhaftet.
Als erste Single wurde 1976 das Lied Woza Friday veröffentlicht, drei Jahre später das Album Universal Men, an dem Musiker wie Mervyn Africa und Sipho Gumede mitwirkten. Die Texte waren von John Bergers Werk A Seventh Man, Pablo Neruda und Jean-Paul Sartre beeinflusst.
Nachdem sich die Gruppe 1979 mit Robbie Jansen und weiteren Musikern verstärkt hatte, wurde 1981 das Album African Litany herausgegeben. Die Lied Impi über die Niederlage der britischen Armee gegen die Zulu in der Schlacht bei Isandhlwana wurde in Südafrika verboten, wurde aber im Untergrund ein Hit. Es folgte eine Tournee durch Europa und Nordamerika 1982 und 1983.
Die Gruppe löste sich 1985 auf, als Mchunu auf die Farm seiner Familie zurückging. Clegg gründete eine neue Band, Savuka, die international noch erfolgreicher wurde. 1997 wurde nach einer Wiedervereinigung von Juluka noch ein Album herausgebracht, das aber nicht an den Erfolg der ersten Alben anknüpfen konnte.

## Mitglieder (1983–1985)
- Sipho Mchunu – Gesang, Gitarre, Perkussion
- Johnny Clegg – Gitarre, Gesang
- Cyril Mnculwane – Keyboard
- Glenda Millar – Keyboard
- Scorpion Madondo – Saxophon, Flöte
- Gary Van Zyl – Bass
- Derek De Beer – Schlagzeug

## Musik
Die Musik der Gruppe enthielt Elemente von Maskanda und Mbaqanga, populären südafrikanischen Musikstilen, sowie westliche Folk- und Rockmusik. Es wurden verschiedene Instrumente verwendet, sowohl traditionelle Zulu-Instrumente als auch Gitarre, Saxophon und Synthesizer.

## Diskografie (Alben)
- 1976: Woza Friday
- 1979: Universal Men
- 1981: African Litany
- 1982: Ubuhle Bemvelo
- 1982: Scatterlings
- 1983: Work For All
- 1984: The International Tracks
- 1984: Stand Your Ground
- 1984: Musa Ukungilandela
- 1986: The Good Hope Concerts
- 1988: Le Rock Zoulou de Johnny Clegg & Sipho Mchunu
- 1997: Crocodile Love